# Hotel New Safari
El Hotel New Safari (en inglés: New Safari Hotel) es un hotel histórico en Arusha, Tanzania. El Hotel New Safari, anteriormente conocido como Hotel Safari, fue construido en 1935 por Gladys y Margot Rydon, dos hermanas inglesas que poseían fincas de café en Tanganyika. Tras la unificación de Tanganica y Zanzíbar en la Tanzania de nuestros días en 1964 y la Declaración de Arusha en 1967, el Hotel Safari fue nacionalizado, al igual que muchos bancos y grandes industrias en ese momento, y se la entregó a la cooperación nacional para la vivienda. El Hotel fue posteriormente vendido a la Iglesia Evangélica Luterana en Tanzania, que añadió el Nuevo al nombre.